# Puff Johnson
 Ewanya Puff Johnson (Detroit, Michigan, 10 december 1972 – 24 juni 2013) was een Amerikaans zangeres. Ze is vooral bekend van de single Over And Over (1996) die de titelsong was van de speelfilm The First Wives Club.

## Biografie
Puff Johnson werd als Ewanya Johnson geboren. Haar moeder gaf haar de bijnaam Puff, omdat ze zo'n snoezige baby was. Na haar geboorte verhuisde de familie Johnson naar Los Angeles. Vanaf haar zevende volgde Puff zanglessen en op haar dertiende kreeg ze al een platencontract aangeboden. Dit wees ze echter af, vanwege haar jonge leeftijd. In haar tienerjaren ging ze verder zich muzikaal te ontwikkelen en werkte ze als sessiezangeres. In deze periode leerde ze ook tekstdichten. Uiteindelijk tekende ze een contract bij Sony. In 1996 nam ze haar eerste en enige album Miracle op. Van het album werden drie singles getrokken. De eerste single Forever More werd een bescheiden hit in haar eigen land. In de Billboard Hot 100 haalde de single de 63e plaats. Hoewel de tweede single Over And Over de Billboard lijst niet haalde, wist juist deze single een #20-hit in de Nederlandse Top 40 te worden. De derde single All Over Your Face bleef vrijwel onopgemerkt. 
Na dit album verdween de zangeres (om onbekende redenen) weer uit de publiciteit. Haar verloofde overleed in 2007. Ze verhuisde naar Zuid-Afrika en woonde sindsdien in Johannesburg. Later bleek dat ze ziek was, maar ze leek hiervan te herstellen. Na een paar jaar kwam de kanker echter terug en verliet ze Zuid-Afrika weer. In juni 2013 overleed Johnson aan baarmoederhalskanker.

## Discografie

### Albums
| Album met eventuele hitnotering(en) in de Nederlandse Album Top 100 | Datum van verschijnen | Datum van binnenkomst | Hoogste positie | Aantal weken | Opmerkingen |
| ------------------------------------------------------------------- | --------------------- | --------------------- | --------------- | ------------ | ----------- |
| Miracle                                                             |                       | 22-2-1997             | 40              | 12           |             |

### Singles
| Single met eventuele hitnotering(en) in de Nederlandse Top 40 | Datum van verschijnen | Datum van binnenkomst | Hoogste positie | Aantal weken | Opmerkingen |
| ------------------------------------------------------------- | --------------------- | --------------------- | --------------- | ------------ | ----------- |
| Over and Over                                                 |                       | 8-2-1997              | 20              | 12           |             |